# Дворище (Дзержинский район)
Дво́рище (бел. Дво́рышча)  — агрогородок, административный центр Демидовичского сельсовета Дзержинского района Минской области. Расположена в 25 километрах от Дзержинска, 14 километрах от Минск, в 9 километрах от Фаниполя.

## История
Известна с начала XVII века, как деревня в Минском повете Минского воеводства ВКЛ. В 1620 году входила в состав имения Койданово. После второго раздела Речи Посполитой, с 1793 года находилась в составе Российской империи. В 1800 году в деревне насчитывается 9 дворов, проживают 30 жителей, деревня являлась шляхетским имением. В середине XIX века принадлежала помещице Добровольской и находилась в имении Крестофово. С 9 марта 1918 года в составе провозглашённой Белорусской Народной Республики, однако фактически находилась под контролем германской военной администрации. С 1 января 1919 года в составе Советской Социалистической Республики Белоруссия, а с 27 февраля того же года в составе Литовско-Белорусской ССР, летом 1919 года деревня была занята польскими войсками, после подписания рижского мира — в составе Белорусской ССР.
В конце XIX века — начале XX века деревня находилась в составе Минского уезда Минской губернии. По данным переписи 1897 года в деревне проживали 34 жителя, имелось 5 дворов, а в 1917 году — 43 жителя. С 20 апреля 1924 года в составе Байдацкого сельсовета (переименован 21 августа 1925 года в Ледницкий) Койдановского района Минского округа. В 1926 году в застенке Дворище — те же, 5 дворов и 36 жителей, во время коллективизации образован колхоз.
В Великую Отечественную войну с 28 июня 1941 по 6 июля 1944 года посёлок был оккупирован немецко-фашистскими захватчиками, на фронтах войны погибли 5 жителей деревни. С 16 июля 1954 года в составе Сталинского сельсовета, который 8 апреля 1957 года был переименован в Демидовичский. В 1960 году — 156 жителей, в 1971 году — 97 дворов, где проживали 374 жителя, центр колхоза имени Фрунзе. В 1979 году в деревне был открыт историческо-краеведческий музей. В 1991 году насчитывалось 199 дворов, где проживали уже 656 жителей. На 2009 год, Дворище — центр УП «Фрунзе», имеется средняя школа, Дом культуры, библиотека, аптека, комплексный приёмный пункт, отделение связи и магазин.

## Население
| Численность населения (по годам) | Численность населения (по годам) | Численность населения (по годам) | Численность населения (по годам) | Численность населения (по годам) | Численность населения (по годам) | Численность населения (по годам) | Численность населения (по годам) | Численность населения (по годам) |
| 1800                             | 1897                             | 1909                             | 1917                             | 1926                             | 1960                             | 1971                             | 1991                             | 1999                             |
| -------------------------------- | -------------------------------- | -------------------------------- | -------------------------------- | -------------------------------- | -------------------------------- | -------------------------------- | -------------------------------- | -------------------------------- |
| 30                               | ↗34                              | ↗36                              | ↗43                              | ↘36                              | ↗156                             | ↗374                             | ↗656                             | ↘620                             |
| 2004                             | 2009                             | 2017                             | 2018                             | 2020                             | 2022                             |                                  |                                  |                                  |
| ↘599                             | ↗616                             | ↘576                             | ↗589                             | ↗608                             | ↗644                             |                                  |                                  |                                  |

## Улицы
В настоящее время (на начало 2020 года) в агрогородке Дворище Дзержинского района насчитывается 6 улиц и 2 переулка:
- Центральная улица (бел. Цэнтральная вуліца);
- Молодёжная улица (бел. Маладзёжная вуліца);
- Восточная улица (бел. Усходняя вуліца);
- Садовая улица (бел. Садовая вуліца);
- Центральный переулок (бел. Цэнтральны завулак);
- Лесная улица (бел. Лясная вуліца);
- Лесной переулок (бел. Лясны завулак);
- Луговая улица (бел. Лугавая вуліца).